# Collocaliodes kilimaensis
Collocaliodes kilimaensis là một loài bướm đêm thuộc phân họ Arctiinae, họ Erebidae.